# О’Коннор, Фрэнк (писатель)
Фрэнк О’Коннор (англ. Frank O'Connor; настоящее имя — Майкл Фрэнсис О’Донован; 17 сентября 1903 — 10 марта 1966) — ирландский писатель, автор 150 работ, среди которых в основном рассказы и мемуары.

## Биография
Вырос в Корке и был единственным ребёнком в семье. Раннее детство было омрачено алкоголизмом отца, у которого было много долгов и он часто избивал мать. Семью в финансовом плане содержала мать, так как отец из-за пьянства не мог удержаться ни на одной работе.

## Творчество
Писатель занимался разными видами деятельности: был учителем, библиотекарем и директором театра. В 1937 году стал членом совета директоров театра в Дублине. В 1950 году его пригласили в США преподавателем.
Многие произведения писателя носили автобиографический характер, среди них «The Man of the House», в котором он рассказывает о своей жизни в раннем детстве.

## Сочинения
- О`Коннор Ф. Избранное. Рассказы. Эссе, мемуары. Пер. с английского. Л. Художественная литература 1983. 408 с.